# بخش لیدینگو
بخش لیدینگو (به سوئدی: Lidingö kommun) یک ناحیه شهری در سوئد است که در شهرستان استکهلم واقع شده‌است.

## خواهرخوانده
شهرهای آلامدا، کالیفرنیا و سالدوس خواهرخوانده‌های بخش لیدینگو هستند.